# Київський міський клінічний онкологічний центр

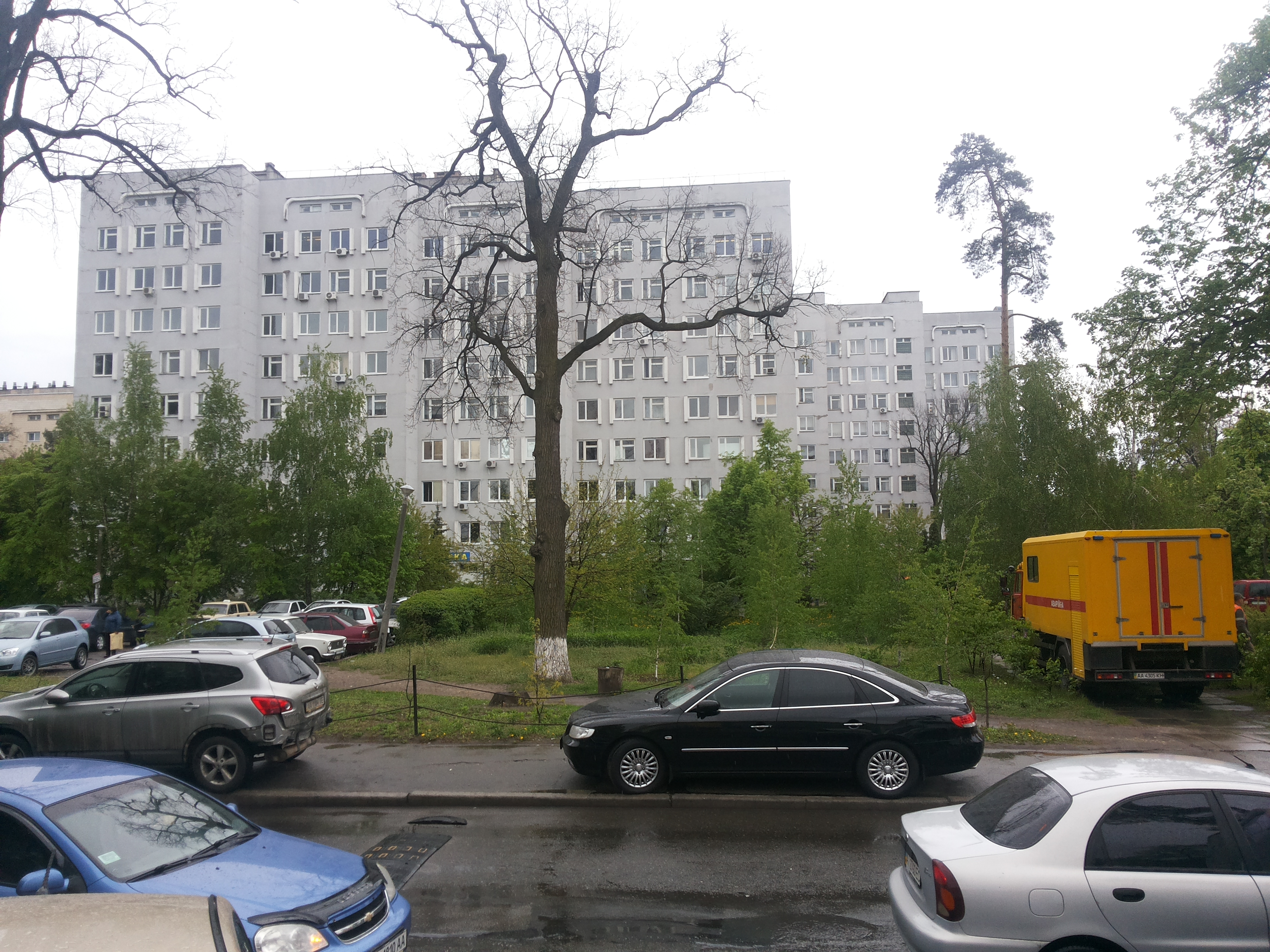
Вигляд із вулиці Верховинної

Київський міський клінічний онкологічний центр (КМКОЦ) — медичний заклад у Києві. Займається діагностикою та лікуванням онкологічних хворих, а також науковими дослідженнями і навчанням медиків.
Розташований по вулиці Верховинній, 69
З червня 2011 центр очолив Олександр Миколайович Клюсов.

## Структура та діяльність

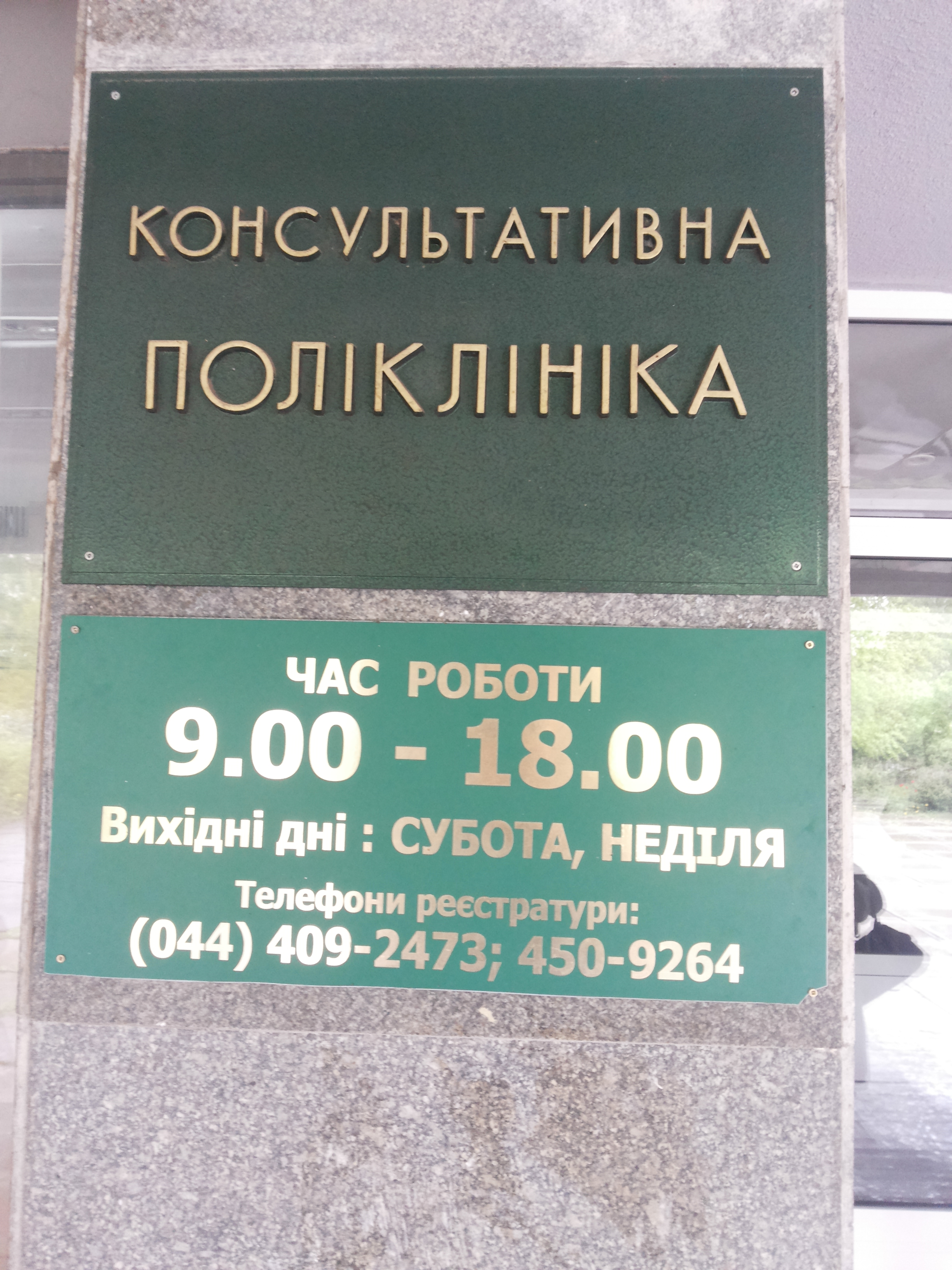
Вивіска на КМКОЦ. Консультативна поліклініка

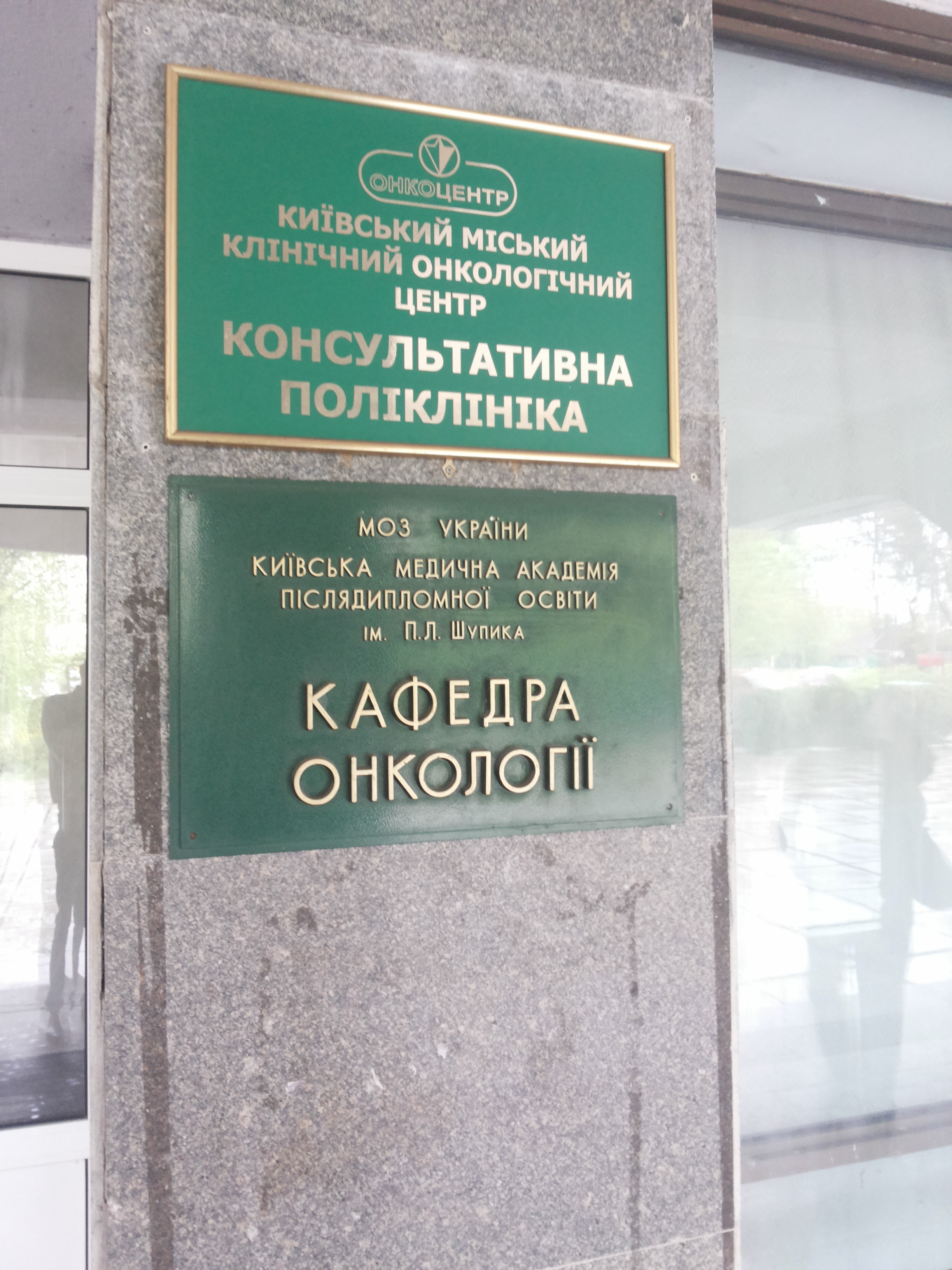
Вивіска на КМКОЦ. Консультативна поліклініка. Кафедра

Станом на 2015 в онкоцентрі функціонує поліклініка на 350 відвідувань в день та стаціонар на 600 ліжок (160 із них — це ліжка денних стаціонарів). Консультативний прийом в поліклініці проводиться лікарями 14 спеціальностей, які приймають за рік близько 100 тисяч пацієнтів.
В онкоцентрі працює понад 1500 співробітників, із яких 6 — заслужені лікарі України. Надання спеціалізованої медичної допомоги пацієнтам клінік здійснюють 150 кваліфікованих лікарів та наукових співробітників 30 різних спеціальностей, серед них 16 кандидатів медичних наук, 2 кандидати біологічних наук, 84 лікаря є спеціалістами вищої та першої категорій. Також в лікувальному та діагностичному процесі беруть участь понад 350 медичних сестер. 25 клініко-діагностичних відділень обладнані сучасною лікувально-діагностичною апаратурою вітчизняного та імпортного виробництва.
Щорічно в КМКОЦ проводиться понад 850 тисяч лабораторних обстежень, понад 70 тисяч досліджень у відділі променевої діагностики, з них понад 8 тисяч досліджень з використанням відкритих джерел випромінювання, близько 5 тисяч ендоскопічних досліджень.
В стаціонарі онкоцентру щорічно лікується понад 20 тисяч хворих, виконується близько 6 тисяч оперативних втручань, приблизно 3 тисячі хворих отримують хіміотерапію і 3 тисячі — променеву терапію (при лікуванні більше ніж 300 хворих застосовуються методики з використанням відкритих джерел опромінення). Більше однієї третини від загальної кількості хворих отримують лікування в умовах стаціонару денного перебування хворих.
У складі центру працює 9 кафедр і відділів навчальних та науково-дослідних медичних установ, консультації та лікування проводять 12 професорів та 15 докторів медичних наук.

## Історія
Створений як Київський міський онкологічний диспансер (КМОД) наказом № 36 Київського міського відділу охорони здоров'я від 8 травня 1947
В 1985—1990 збудоване сучасне приміщення онкологічного центру за індивідуальним проектом, який розробив «ГіпроНДІздоров».
В 1997 Київський міський онкологічний центр (КМОЦ) був перейменований в Київську міську онкологічну лікарню (КМОЛ).